# Каннибал! Мюзикл
«Каннибал! Мюзикл» или «Альфред Пакер! Мюзикл» (англ. Cannibal! The Musical или (англ. Alferd Packer! The Musical) — студенческий фильм, снятый будущим создателем сериала «Южный парк» Треем Паркером при участии его постоянного творческого партнёра Мэтта Стоуна, когда они учились в университете Боулдера, Колорадо. Сюжет этой чёрной комедии основан на реальной истории Альфреда Пакера, который во время путешествия из Юты в Колорадо потерял и, видимо, съел пятерых своих товарищей, став одним из трёх граждан США, когда-либо осуждённых за каннибализм.
Трей Паркер под псевдонимом Джуан Шварц (который является производным от псевдонима самого Пакера Джон Шварце, John Schwartze) исполнил роль Альфреда Пакера, Мэтт Стоун сыграл Джеймса Хамфри. Также в фильме поучаствовали в качестве актёров Стэн Брэкейдж, преподаватель университета Колорадо и экспериментальный режиссёр, в роли отца Джорджа Нуна, Дайан Бахар, сыгравший самого Джорджа Нуна и многократно сотрудничавший с Паркером и Стоуном в дальнейшем, отец Трея Паркера Рэнди (судья) и Джейсон МакХьюг, послуживший основной для персонажа «Южного парка» Джейсона.

## Съёмки и выпуск фильма
Истоки фильма лежат в трёхминутном ролике, снятом Паркером и привлёкшем значительное внимание. Благодаря этому Паркеру и Стоуну удалось добиться того, что для съёмок полнометражного фильма им выделили $70 000. Снятый ещё в 1993 г., фильм первоначально носил название «Альферд Пакер: мюзикл» (англ. Alferd Packer: The Musical), но фильм не был выпущен. В 1996 году фильм заметила студия Troma и выпустила, переименовав в «Каннибал! Мюзикл».
После успеха «Южного парка», выпуск которого начался на год позже выхода «Каннибала», Troma переиздала фильм на VHS и DVD, после чего он стал культовым. На DVD был включён аудиокомментарий «Drunken Director’s Commentary» (Комментарий пьяного режиссёра), на котором Паркер и Стоун вместе со значительной частью актёров комментируют фильм, попутно выпивая.
Паркер и Стоун поднимали вопрос о том, чтобы переснять «Каннибала» с более высоким бюджетом и теми же актёрами, однако идея была отвергнута.

## Песни
В фильме звучит множество песен, написанных Треем Паркером, — это «Let’s Build a Snowman», «On Top of You», «Hang the Bastard» и «Shpadoinkle». Последняя является пародией на «Oh, What A Beautiful Morning» из мюзикла «Оклахома!». Также в фильме должна была присутствовать песня «Don’t Be Stupid» (её поёт толпа после решения Миллера отправиться в путешествие), однако она отсутствует в релизах фильма, изданных за пределами США.

## Факты
- В эпизоде «South Park» «Мамаша Картмана по-прежнему грязная шлюха» есть сцена, когда заточённые без еды люди решают, кого надо принести в жертву и съесть; офицер Барбреди даёт всем вытянуть соломинки (тот, кто вытянет сломанную, будет съеден), но выясняется, что он не сломал ни одной. Абсолютно аналогичная сцена была вырезана из «Каннибала», а на месте Барбреди первоначально был Хамфри (герой Мэтта Стоуна)[4].
- Идея одной из начальных сцен действия, где Пакер едет на лошади и поёт «Shpadoinkle», позже была использована в первой серии начатого Паркером в 1995 году сериала «Искажённое время» — там герой (в его же исполнении) едет и исполняет похожую на «Shpadoinkle» песню «Yepper»[5].
- Момент, когда Пакер просыпается с криком «Айк», основан на аналогичной сцене из фильма The Legend of Alfred Packer[6].
- Эпизодический персонаж, произносящий «Ты обречён», основан на Ральфе из фильма «Пятница, 13-е»; в сценарии фильма он обозначен как «Старый безумный Ральф» (англ. Crazy Old Ralph)[7].